# Kalust Gaydzag I
Kalust Gaydzag I (ur. ?, zm. ?) – w latach 1703–1704 42. ormiański Patriarcha Konstantynopola.